# Dysmicoccus salmonacea
Dysmicoccus salmonacea är en insektsart som först beskrevs av Cockerell 1901.  Dysmicoccus salmonacea ingår i släktet Dysmicoccus och familjen ullsköldlöss. Inga underarter finns listade i Catalogue of Life.